# 金鎬坤
金 鎬坤（キム・ホゴン、김호곤, 1951年3月26日 - ）は、大韓民国・慶尚南道統営市出身のサッカー選手、サッカー指導者、元韓国代表、元大韓サッカー協会副会長。選手時代のポジションはDF。本貫は金海金氏。

## 経歴

### 選手時代
東萊（トンレ）高等学校卒業後、1969年から1970年まで商業銀行、1971年から1974年まで延世大学校、1975年から1979年まで信託銀行に所属した。1975年、大韓サッカー協会による年間最優秀選手に選ばれた。
韓国代表としては、1971年から1978年までに124試合に出場して5得点。FIFAワールドカップ予選とオリンピック予選にそれぞれ2大会ずつ参加、1978年バンコクアジア大会に優勝した。1976年から1978年まで代表チームのキャプテンを任された。

### 引退後
引退後は国内のクラブチームと韓国代表チームにてコーチを務め、韓国代表コーチとしては1986 FIFAワールドカップ、韓国が優勝した1986年ソウルアジア大会、1988年ソウルオリンピック、1992年バルセロナオリンピックなどに参加。
母校・延世大学校の監督を経て、2000年から2002年までKリーグの釜山アイコンス監督を務める。
2004年、U-23韓国代表監督として2004年アテネオリンピックに出場。準々決勝に進んだ。
2009年から2013年まで蔚山現代の監督を務め、2011年にKリーグ準優勝、リーグカップ優勝。2012年にはAFCチャンピオンズリーグ2012に優勝し、同年のアジア最優秀監督賞を受賞した。
2005年10月から2008年12月まで大韓サッカー協会専務。2014年から2017年11月まで大韓サッカー協会副会長。2017年6月からは技術委員長も兼任していたが、同年11月、副会長および技術委員長を辞任した
。